# Tratamiento de la esclerosis múltiple

Mujer con esclerosis múltiple recibiendo terapia.

Actualmente la esclerosis múltiple no tiene cura, pero existen varios medicamentos que pueden retrasar su progresión y aliviar los síntomas.

## Tratamiento de los ataques
Los ataques suelen tratarse con cortisona intravenosa, que en un corto periodo de tiempo elimina la inflamación. Las dosis son variables dependiendo de la gravedad del ataque y la constitución del paciente. Ya que la cortisona se absorbe con facilidad en el tracto digestivo, se puede alargar el tratamiento en forma de pastillas a lo largo de hasta tres semanas, disminuyendo las dosis progresivamente. Si tras el fin del tratamiento todavía existen síntomas, la Sociedad Alemana de Esclerosis Múltiple recomienda un segundo tratamiento de cortisona con el doble de dosis. No existen pruebas de que el discurso a largo plazo de la enfermedad se vea afectada de forma positiva por la cortisona.

## Tratamiento a largo plazo
Aunque ningún tratamiento consigue curar la enfermedad, existen varios medicamentos útiles que pueden disminuir la frecuencia e intensidad de los ataques y proteger del daño axonal y neuronal.

### Interferón
Se ha demostrado que el interferón beta-1a o beta-1b (Betaferon®, Avonex®, Rebif®) reduce la frecuencia de recaídas en un 30%, disminuye el número de nuevas lesiones nerviosas y reduce la progresión de disminuciones físicas. Algunos interferones se han mostrado eficaces, no solo en la EM con recaídas y remisiones, sino también en la forma progresiva secundaria.
El interferón beta es una citocina que bajo condiciones normales es producida por el cuerpo durante infecciones virales. Como medicamento se extrae de células de mamíferos o bacterias especiales. Todos los preparados deben ser inyectados en el músculo o la piel, con frecuencia variable desde una vez cada dos días hasta una vez por semana, dependiendo de los preparados. Se ha intentado producir pastillas con interferón beta, pero todavía no se ha conseguido.
Los principales efectos secundarios son síntomas similares a la gripe. También puede haber reacciones inflamatorias en la piel, en el punto de inyección. La mayoría de los pacientes de esclerosis múltiple toleran bien el preparado. Es necesaria una vigilancia continua de los valores sanguíneos.

### Acetato de glatiramer
El acetato de glatiramer (Copaxone®) también ha demostrado sus efectos, reduciendo la frecuencia de ataques un 30%, disminuyendo el número de lesiones nerviosas y reduciendo la progresión de disminuciones físicas. Su efecto terapéutico es comparable con el del interferón beta.
El acetato de glatiramer consiste en péptidos compuestos de cuatro aminoácidos diferentes. Intentos de producir pastillas tampoco han tenido éxito.
El acetato de glatiramer es efectivo en el tratamiento de EM con recaídas y remisiones. Efectos benéficos en el tratamiento de la forma progresiva secundaria no han sido demostrados suficientemente.
Los principales efectos secundarios incluyen reacciones inflamatorias en el lugar de la inyección. También se ha descrito un temporal efecto secundario tras la inyección: enrojecimiento de la piel, presión en el pecho, palpitaciones, disnea y ansiedad. Tras una reacción de este tipo no es necesario interrumpir el tratamiento. En general se considera que el acetato de glatiramer tiene menos efectos secundarios que el interferón. No es necesario el seguimiento de los valores sanguíneos.

### Azatioprina
La azatioprina (Imurel®) es un fármaco que está aprobado en algunos países para el tratamiento de la EM. Sin embargo, su efectividad no ha sido demostrada tan claramente como la del interferón o el acetato de glatiramer. No se ha demostrado un efecto en la forma progresiva secundaria.
En general, el medicamento se tolera bien. Tras una terapia larga el riesgo de cáncer aumenta (tras 10 años de terapia, el riesgo se multiplica por cuatro). Es necesaria una vigilancia continua de los valores sanguíneos.

### Mitoxantrona
Se emplea en la EM progresiva con el nombre comercial de (Ralenova®). Se ha demostrado su efectividad en la EM con recaídas y remisiones y en la forma progresiva secundaria. En la mayoría de los casos se administra de forma intravenosa cada tres meses.
El tratamiento con mitaxantrona suelo ser bien tolerado por el cuerpo. Sin embargo el riesgo de dañar el músculo del corazón aumenta con el tiempo, por lo que el tratamiento sólo se puede administrar 2 a 3 años. Es una droga anticáncerigena que debilita el sistema inmunitario. Por medio del debilitamiento del sistema r la droga disminuye los síntomas de esclerosis múltiple. El tratamiento requiere una vigilancia del corazón y de los valores sanguíneos. Con estas precauciones el tratamiento es seguro.

### Natalizumab
Medicamento comercializado con los nombres Antegren y Tysabri, compuesto por anticuerpos monoclonales. Es el que mejores resultados ha dado (disminución del 68% de las recaídas, 92% de lesiones con gadolinio y 54% en la progresión del EDSS) pero fue temporalmente retirado del mercado ya que raramente (1/1000) puede inducir una enfermedad llamada leucoencefalopatía multifocal progresiva o PML, que normalmente es mortal.
Sin embargo, este compuesto nunca ha producido este efecto solo (usado como monoterapia) sino en combinación con otras medicaciones inmunosupresoras, por lo que la FDA americana y la EMEA - agencia europea de medicamentos - han reconsiderado su prohibición y han aprobado su comercialización en 2006.

### Fingolimod
Se administra por vía oral. En la Unión Europea se aprobó en marzo de 2011 para los pacientes con esclerosis múltiple recidivante-remitente grave de evolución rápida o muy activa.

## Tratamiento de los síntomas
Se usan una serie de medicamentos para tratar los síntomas sin influir en la naturaleza inflamatoria de la enfermedad (tratamiento sintomático).
A continuación algunos de los medicamentos más habituales:
- Tratamiento de dolores neuropáticos crónicos
  - Carbamazepina (por ejemplo el Tegretal®)
  - Oxcarbamazepina (Trileptal®)
  - Gabapentina (Neurontin®)

- Espasticidad:
  - Baclofeno (Lioresal®)
  - Tizanidina (Sirdalud®)
  - Sativex, un medicamento derivado del cannabis comercializado en Europa (excepto en el Reino Unido) por Almirall.[1]

- Fasciculaciones musculares
  - Isoniazida (p.ejm. Isozid®)
  - Estimulación del cerebro a través del implante de un electrodo que estimule el tálamo.

- Incontinencia
  - Se pueden tratar con oxibutinina y cloruro de trospio.

- Disfunciones sexuales
  - El tratamiento con sildenafil (Viagra®) o sustancias similares pueden mejorar los problemas eréctiles en muchos casos.

## Rehabilitación
La intervención en la rehabilitación en este tipo de enfermedades está basada en los criterios definidos por la OMS (Organización Mundial de la Salud):
- Déficit : anormalidad en la estructura o función de los órganos.
- Discapacidad: las limitaciones funcionales que comportan los déficits.
- Minusvalía: situación de desventaja social debido a la enfermedad.

Un programa adecuado de rehabilitación proporciona beneficios tanto físicos como psicológicos. Si la discapacidad evoluciona se introducen progresivamente ayudas técnicas o adaptaciones para las actividades de la vida diaria. La mejora de la calidad de vida de estos pacientes se consigue con apoyo sociosanitario, es decir con el abordaje multidisciplinar, en el que interaccionan distintos profesionales de manera coordinada, sin que cada uno actúe como un compartimiento estanco. Por tanto la intervención de distintos profesionales es fundamental para entre todos ser capaces de abarcar la complejidad y las distintas necesidades de las personas con esclerosis múltiple, de manera que se ofrezca una atención integral.
Hay que tener en cuenta que en la actualidad no existe un tratamiento curativo de la EM, por lo que un trabajo fundamental es el de proporcionar a la persona afectada bienestar y alivio de los síntomas y de las repercusiones en su vida diaria. Tratándose de una enfermedad degenerativa, la prestación de ayuda a la persona afectada se mantiene a lo largo de la vida.

## Tratamientos experimentales
- Tratamiento de problemas vasculares asociados. Se ha observado una asociación entre la EM y algunos problemas vasculares como la Insuficiencia venosa cerebroespinal crónica, y hay quien piensa que solucionando estos problemas puede mejorar la evolución de la EM.

- Existen evidencias de que las inmunoglobulinas (anticuerpos) son efectivas en el tratamiento de la EM con recaídas y remisiones. Un largo ensayo clínico está en realización actualmente. Las inmonuglobulinas no se han demostrado efectivas en el tratamiento en la forma progresiva secundaria.

- Varias otras drogas inmunosupresoras como el ciclofosfamida (Endoxan®) o el metotrexato (Metex 7,5®) pueden ser útiles en algunos casos. La eficacia de estos medicamentos no ha sido probado.

- Una familia de medicamentos para bajar el nivel de colesterol, las estatinas, han mostrado sus efectos antiinflamatorios en animales. Sin embargo, no hay pruebas suficientes de que las estatinas sean beneficiosas para el tratamiento de EM en pacientes humanos con niveles de colesterol normales.

- Un estudio sueco ha sugerido que algunas formas de EM están relacionados con una rara reacción alérgica al mercurio en los empastes. Reemplazando la amalgama por cerámica se ha podido detener o incluso revertir los síntomas en los pacientes. Se puede comprobar la alergia a los metales usados en empastes con un test llamado MELISA.

- Opciones adicionales incluyen la plasmaféresis (similar a la diálisis) para ataques severos que no responden a los esteroides.

- Un estudio reciente encontró que mujeres que toman suplementos de vitamina D tenían una probabilidad un 40% menor de desarrollar EM que mujeres que no tomaban dichos suplementos. Sin embargo, este estudio no posee datos suficientes para concluir que la vitamina D es beneficiosa para personas afectadas por la enfermedad. Además no podía distinguir entre un efecto benéfico de la vitamina D y preparados multivitamínicos que incluyen la vitamina E y varias vitaminas B que también podrían tener efectos protectores (Munger, et. al., 2004).

- Inosina Es un nucleótido que está en proceso de estudio bajo el nombre de axosine y ha dado resultados prometedores en fase 1. Puede actuar de tres formas. Primera, al digerirse produce ácido úrico, que es antioxidante, y los antioxidantes disminuyen la permeabilidad de la barrera hematoencefálica. Segunda, puede atravesar la Barrera hematoencefálica y reaccionar con los peroxinitritos que causan el daño axonal, y tercera, se está estudiando su efecto en lesiones de columna como factor neuroprotector y estimulante del crecimiento de los axones.

- Naltrexona o nemexin (LDN = low dose Naltrexone): se ha afirmado que en bajas dosis reduce la progresión y la frecuencia de las recaídas, sin embargo, las evidencias se basan sólo en informes de pacientes y no existen estudios formales que lo confirmen (en el 2005). Se cree que funciona estimulando la respuesta inmunológica, de forma contraria a lo que hace el interferón beta-1 a, por lo que el uso de ambos se cree que no es positivo. Este tratamiento es muy discutido entre los médicos, ya que es una sustancia utilizada para tratar la adicción a los opiáceos. No obstante, mientras las dosis para el tratamiento de los opiáceos van de 50 a 200mg diarios, para la esclerosis múltiple se toman de 2 a 5mg diarios, de ahí su nombre de LDN (Naltrexona a baja dosis). En la actualidad se están promoviendo ensayos clínicos por particulares y ya se ha celebrado la primera conferencia mundial sobre la LDN, así como editado un libro y diversos informes e hipótesis de algunos neurológos y médicos.

Es importante destacar que en los anteriores tratamientos experimentales se deberá proceder a una evaluación neuropsicológica para poder constatar cualquier tipo de efecto en las capacidades cognitivas de los pacientes..

## Tratamientos alternativos

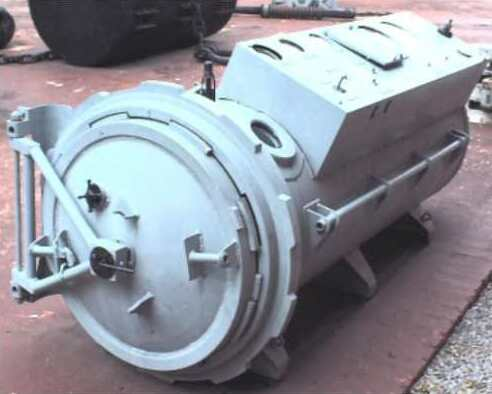
Cámara hiperbárica con capacidad para una persona.

Siguen algunos tratamientos alternativos discutidos para la EM. Debe ser mencionado que ninguno de estos tratamientos ha sido estudiado científicamente y que por lo tanto no se pueden hacer afirmaciones sobre su eficacia.
- Acupuntura
- Dietas y modificaciones en la dieta, habiendo diferentes propuestas en este sentido, que van desde simples recomendaciones (ingerir Ácidos grasos omega 3, evitar ácidos grasos omega 6 y en especial el ácido araquidónico) hasta dietas completas, siendo las más conocidas la Dieta de Fratzer, la  y la Best Bet Diet. Actualmente una asociación canadiense ya ha puesto en marcha un ensayo clínico para probar la eficacia de las dietas
- Terapia hiperbárica
- Apiterapia: tratamiento con veneno de abeja (apitoxina) y productos de la colmena (polen y pan de abejas, jalea real, miel, propoleo, cera de panales, larvas de zánganos).
- Homeopatía
- Incienso
- Medicina tradicional china
- Macrobiótica
- Té de ruta
- Terapia de campo electromagnético
- Tratamiento con alimento celular